# Jacques Sémelin
Jacques Sémelin é um historiador e cientista político francês. Ele é professor na Sciences Po Paris e pesquisador sênior no Centro Nacional de Pesquisa Científica (CNRS). Seus principais campos de estudo são o Holocausto, a violência em massa, a resistência civil e o resgate em situações genocidas e, mais recentemente, a sobrevivência dos judeus na França durante a Segunda Guerra Mundial. Em 1998, ele criou um curso pioneiro sobre genocídios e massacres na Sciences Po Paris. Ele é o fundador da Enciclopédia Online da Violência em Massa. 

## Biografia
Jacques Sémelin tem uma formação transdisciplinar em história contemporânea, psicologia social e ciência política. Obteve seu doutorado em História Contemporânea na Sorbonne (Paris IV, 1986) e foi pesquisador de pós-doutorado na Universidade de Harvard, no Centro de Assuntos Internacionais (1986–1988). Anteriormente, ele foi psicólogo social e clínico, tendo se formado em mestrado pelo Instituto de Psicologia de Paris (Paris V - La Sorbonne). Em 1990, ingressou no Centre National de la Recherche Scientifique (CNRS) como pesquisador em ciência política. Ele começou a lecionar na Escola de Estudos Avançados em Ciências Sociais e ingressou na Sciences Po Paris em 1998, onde criou um curso transdisciplinar pioneiro sobre genocídio e violência extrema.
Grande parte do trabalho de Sémelin trata da questão de como "pessoas comuns" podem cometer "crimes extraordinários", como genocídio. Ele também estuda a resistência civil e as maneiras pelas quais civis desarmados resistiram a regimes autoritários e totalitários.
Sémelin dedicou seus estudos de doutorado à análise comparativa de cerca de 30 exemplos de resistência civil na Europa nazista, resumidos em seu livro Unarmed Against Hitler (1994), disponível agora em cinco idiomas. Após essa pesquisa, ele então investigou sobre o desenvolvimento da resistência civil na Europa comunista (por meio de estratégias de mídia) até a queda do Muro de Berlim. Ele publicou seus resultados em um novo livro, Freedom Over the Airwaves (1997; publicado em inglês em 2016 pelo Centro Internacional sobre Conflito Não Violento. Em 2014, recebeu o Prêmio James Lawson por sua pesquisa, concedido na Universidade Tufts pelo Centro Internacional sobre Conflitos Não Violentos.
Enquanto isso, Sémelin se envolveu cada vez mais em estudos sobre o genocídio do Holocausto, especialmente depois de visitar Auschwitz. Ele começou a trabalhar em seu livro-mestra sobre violência em massa: Purify and Destroy (2007), disponível agora em oito idiomas. Por este livro, ele recebeu um prêmio da Associação Francesa de Ciência Política e o Prêmio Figaro-Sciences Po em 2007. Em 2008, Sémelin fundou o site massviolence.org na Sciences Po sob o patrocínio de Simone Veil e Esther Mujawayo. Esta enciclopédia online não está mais ativa devido à falta de fundos, mas os arquivos ainda estão disponíveis online.
Em 2010, Sémelin foi nomeado consultor das Nações Unidas para a prevenção do genocídio (Gabinete de Assuntos Políticos).
Sémelin também iniciou um novo programa de pesquisa sobre resgate em situações de genocídio. Ele é cofundador do Lieu de Mémoire, um museu que narra a Resistência Francesa em Chambon-sur-Lignon, onde crianças e adultos judeus foram salvos durante a ocupação nazista. Em 2006, Sémelin codirigiu um simpósio internacional sobre práticas de resgate genocida na Sciences Po. Os procedimentos foram publicados em 2010, sob o título Resisting Genocide ("Resistindo ao Genocídio", em tradução livre).
Posteriormente, Sémelin realizou um estudo para entender como 75% dos judeus na França sobreviveram ao Holocausto. O livro resultante, Persécutions et entraides dans la France occupée (2013), foi galardoado com o Prémio Phillipe Viannay da Fundação da Resistência e o Prémio "Esmeralda" da Academia Francesa. Levando em conta os muitos debates suscitados pelo seu livro, especialmente com o historiador americano Robert Paxton, Sémelin escreveu uma versão resumida e revista, publicada em 2018 e prefaciada por Serge Klarsfeld (referência), sob o título A sobrevivência dos judeus na França, 1940–44. Este livro foi publicado em inglês pela Oxford University Press (EUA) e Hurst (Reino Unido) e em alemão pela Wallstein.
Em seu livro autobiográfico J'arrive où je suis étranger (2007) ("Chego onde me sinto estrangeiro", em tradução livre), Sémelin fala abertamente sobre sua luta contra uma cegueira inexorável. Em 2016, ele também publicou Je veux croire au soleil ("Eu quero acreditar no sol") um relato humorístico de sua estadia em Montreal como professor com deficiência visual, baseado em anedotas da vida cotidiana.

## Obras publicadas
- Semelin, Jacques (1993), Unarmed against Hitler: Civil resistance in Europe, 1939-1943, ISBN 0-275-93960-X, Praeger
- Sémelin, Jacques (2002), Non-violence explained to my children, Da Capo Lifelong Books, ISBN 978-1569245156
- Semelin, Jacques (2009), Purify and Destroy: The Political Uses of Massacre and Genocide, ISBN 978-0231142830, Columbia University Press
- Semelin, Jacques (2010), Resisting Genocide: The multiple forms of rescue, Columbia University Press
- Sémelin, Jacques (2016 [1997]), Freedom over the Airwaves: From the Czech Coup to the Fall of the Berlin Wall, International Center On Non-violent Conflict, ISBN 978-1943271078
- Sémelin, Jacques (2019), The survival of the Jews in France, Oxford University Press/Hurst, ISBN 978-1-78738-014-1

### Sobra a sua jornada para a cegueira
- Sémelin, Jacques (2007), J'arrive où je suis étranger, Seuil,ISBN 978-2020883986
- Sémelin, Jacques (2016), Je veux croire au soleil, Les Arènes,ISBN 978-2352045113